# Бюркув-Малы
Бю́ркув-Ма́лы (пол. Biórków Mały) — село в Польше в сельской гмине Конюша Прошовицкого повета Малопольского воеводства.
Село располагается в 10 км от административного центра повета города Прошовице и в 22 км от административного центра воеводства города Краков.
Село возникло в 1868 году после разделения на две части села Бюркув-Вельки. Первоначально село называлось Бирковски-Выселёк и в нём находилось 11 домохозяйств, в которых проживало 70 человек. В это время село входило в состав прихода Бирков гмины Вежбно Меховского повета.
В 1975—1998 годах село входило в состав Краковского воеводства.